# Ssij, mała, ssij
Ssij, mała ssij! (ang. You Suck: A Love Story) – drugi tom trylogii amerykańskiego pisarza Christophera Moore’a, który po  dwunastu latach od pojawienia się części pierwszej, został wydany na prośbę czytelników. Książkę po raz pierwszy opublikowano 16 stycznia października 2007. w USA. W Polsce, nakładem Wydawnictwa Mag ukazała się w 2008 r. w tłumaczeniu Jacka Drewnowskiego. Ssij, mała ssji! zaliczana jest do gatunku czarnej komedii, horroru i akcji z elementami erotyki.

## Historia
Pewnej nocy, krótko po zakończeniu wydarzeń z części pierwszej, C. Thomas (Tommy) Flood odkrywa, że został przemieniony w wampira, przez swoją dziewczynę Jody. Skutkuje to całą serią problemów, od znalezienia nowego dziennego pomagiera, przez konflikt ze „Zwierzakami” i wytatuowaną w całości na kolor niebieski prostytutką imieniem Blue, aż po uwolnienie starego wampira, który postanowił zemścić się na nieposłusznym szczenięciu. Na szczęście młodym nieumarłym z pomocą przychodzi szesnastoletnia Abby Normal oraz jej przyjaciel Jared.

## Podobieństwa do innych książek
W Ssij, mała ssij!, czytelnik ma okazję spotkać postacie, które pojawiły się, lub pojawią w innych powieściach Moore’a. Występuje tutaj m.in. Cesarz San Fracisco wraz ze swoimi psimi żołnierzami Bummerem i Lazarusem oraz detektywi Alphonse Rivera i Nick Cavuto, którzy pojawią się także w Brudnej Robocie. Ponadto, Jody okazuje się być tajemniczą kobietą, która we wspomnianej powieści, przyniosła do komisu Ashera srebrną papierośnicę, natomiast Abby Normal jest przyjaciółką pracującej tam dziewczyny imieniem Lilly.